# Statua di Marduk
La Statua di Marduk, nota anche come Statua di Bēl ( Bēl, lett. "signore", era un epiteto del dio Marduk), era la rappresentazione fisica del dio Marduk, divinità protettrice dell'antica città di Babilonia, ospitata nel tempio principale della città, l'Esagila. C'erano sette simulacri di Marduk a Babilonia ma per "Statua di Marduk" s'intende la statua principale del dio, posta in primo piano nell'Esagila e usata nei rituali della città. Questa statua era soprannominata Asullḫi, era fatta d'un tipo di legno chiamato mēsu e ricoperta d'oro e d'argento.
Similmente alle statue delle divinità tutelari delle altre città-stato della Mesopotamia, la statua di Marduk era ritenuta dai babilonesi come tangibile simulacro della presenza del dio nella città. In quanto tale, il simulacro aveva un enorme significato religioso. Veniva utilizzato durante la festa del capodanno babilonese e i re di Babilonia lo incorporavano nei loro rituali di incoronazione, ricevendo la corona "dalle mani" di Marduk. A causa dell'enorme significato della statua, a volte veniva usata come mezzo di guerra psicologica dai nemici di Babilonia. Potenze nemiche come gli Ittiti, gli Assiri e gli Elamiti rubarono la statua durante i saccheggi della città per provocare disordini religiosi e politici, poiché i rituali tradizionali di Babilonia non potevano essere completati senza il simulacro. Per coincidenza, tutti i re stranieri noti per aver rubato la statua finirono in seguito per essere uccisi dai loro stessi familiari, cosa che i babilonesi salutarono come punizione divina. Il ritorno a Babilonia della statua, sia perché i nemici la restituivano sia perché un re babilonese riusciva a recuperarla con la forza, era occasione di grandi celebrazioni.
Il destino finale della statua è incerto. Un'ipotesi comune è che sia stata distrutta dal re persiano Serse I dopo una rivolta babilonese contro il suo dominio nel 484 a.C. ma le fonti storiche utilizzate per questa ipotesi potrebbero riferirsi a una statua completamente diversa. La corona della statua fu restaurata da Alessandro Magno nel 325 a.C., il che significa che a quel tempo si trovava ancora nell'Esagila. Ci sono una manciata di riferimenti a governanti successivi che offrivano doni a Marduk nell'Esagila, alcuni risalenti al periodo del dominio partico sulla Mesopotamia nel II secolo a.C.

## Contesto

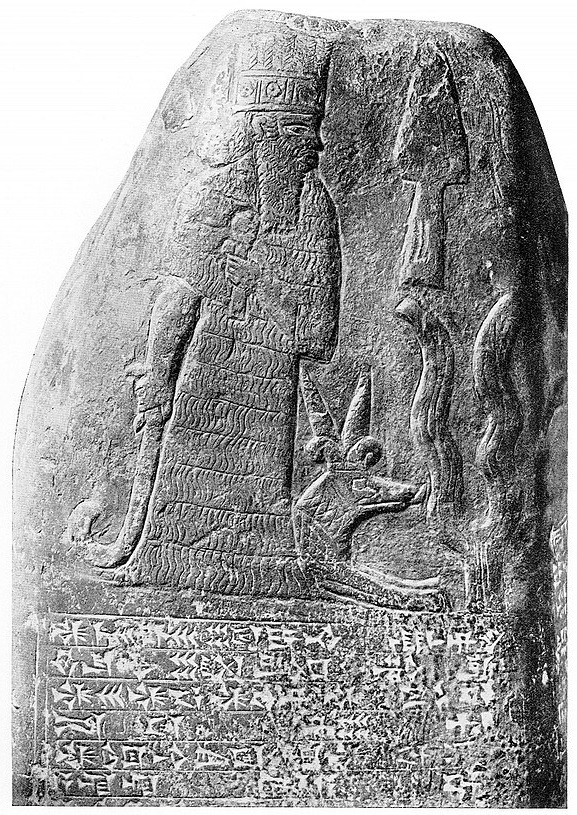
La statua di Marduk su una stele kudurru del re babilonese Meli-Shipak (XII secolo a.C.)

Marduk/Narduk (dall'accadico; in cuneiforme: 𒀭𒀫𒌓 dANAR.UTU; in sumero: anar utu.k, lett. "vitello del sole" o "vitello solare"; in greco antico: Nαρδοχαῖος?, Nardochaῖos; in ebraico מְרֹדַךְ‎?, Mərōdaḵ o Merōḏaḵ), più diffusamente conosciuto nella letteratura religiosa babilonese come Bēl (lett. "Signore") è, nella religione babilonese, il re degli dèi e divinità protettrice dell'antica città di Babilonia. Il ruolo poliade di Marduk è registrato sin dal regno di Hammurabi (XVIII secolo a.C.) nella prima dinastia di Babilonia. Sebbene il culto babilonese di Marduk non abbia mai significato la negazione dell'esistenza degli altri dei nel pantheon mesopotamico, a volte è stato paragonato al monoteismo. La storia dell'adorazione di Marduk è intimamente legata alla storia di Babilonia stessa e con l'aumentare del potere di Babilonia, così fece la posizione di Marduk rispetto a quella di altri dei mesopotamici. Entro la fine del secondo millennio aC, a volte Marduk veniva chiamato semplicemente Bêl, che significa "signore".
Nella mitologia mesopotamica, Marduk era un dio creatore. Enūma eliš, il mito della creazione babilonese, indica Marduk quale figlio di Enki, il dio mesopotamico della saggezza, salito alla ribalta durante una grande battaglia tra gli dèi. Il mito racconta come l'universo sia nato come un regno caotico di acqua in cui originariamente c'erano due divinità primordiali, Tiāmat (acqua salata, femmina) e Apsû (acqua dolce, maschio). Questi due dei hanno dato alla luce altre divinità. Queste divinità (comprese divinità come Enki) avevano poco a che fare in queste prime fasi dell'esistenza e come tali si occupavano di varie attività.
Alla fine, i loro figli iniziarono a infastidire gli dei più anziani e Apsû decise di sbarazzarsi di loro uccidendoli. Allarmato da questo, Tiamat rivelò il piano di Apsû a Enki, che uccise suo padre prima che il complotto potesse essere messo in atto. Sebbene Tiāmat avesse rivelato il complotto ad Enki per avvertirlo, la morte di Apsû la terrorizzò e anche lei tentò di uccidere i suoi figli, formando un esercito insieme alla sua nuova consorte Kingu . Ogni battaglia nella guerra fu una vittoria per Tiamat, fino a quando Marduk convinse gli altri dei a proclamarlo loro capo e re. Gli dei accettarono e Marduk vinse, catturando ed eseguendo Kingu e scoccando una grande freccia contro Tiamat, uccidendola e dividendola in due.
Con queste caotiche forze primordiali sconfitte, Marduk creò il mondo e ordinò i cieli. Marduk è anche descritto come il creatore di esseri umani, che avevano lo scopo di aiutare gli dei a sconfiggere e tenere a bada le forze del caos e quindi mantenere l'ordine sulla Terra.

## La grande statua e le altre statue

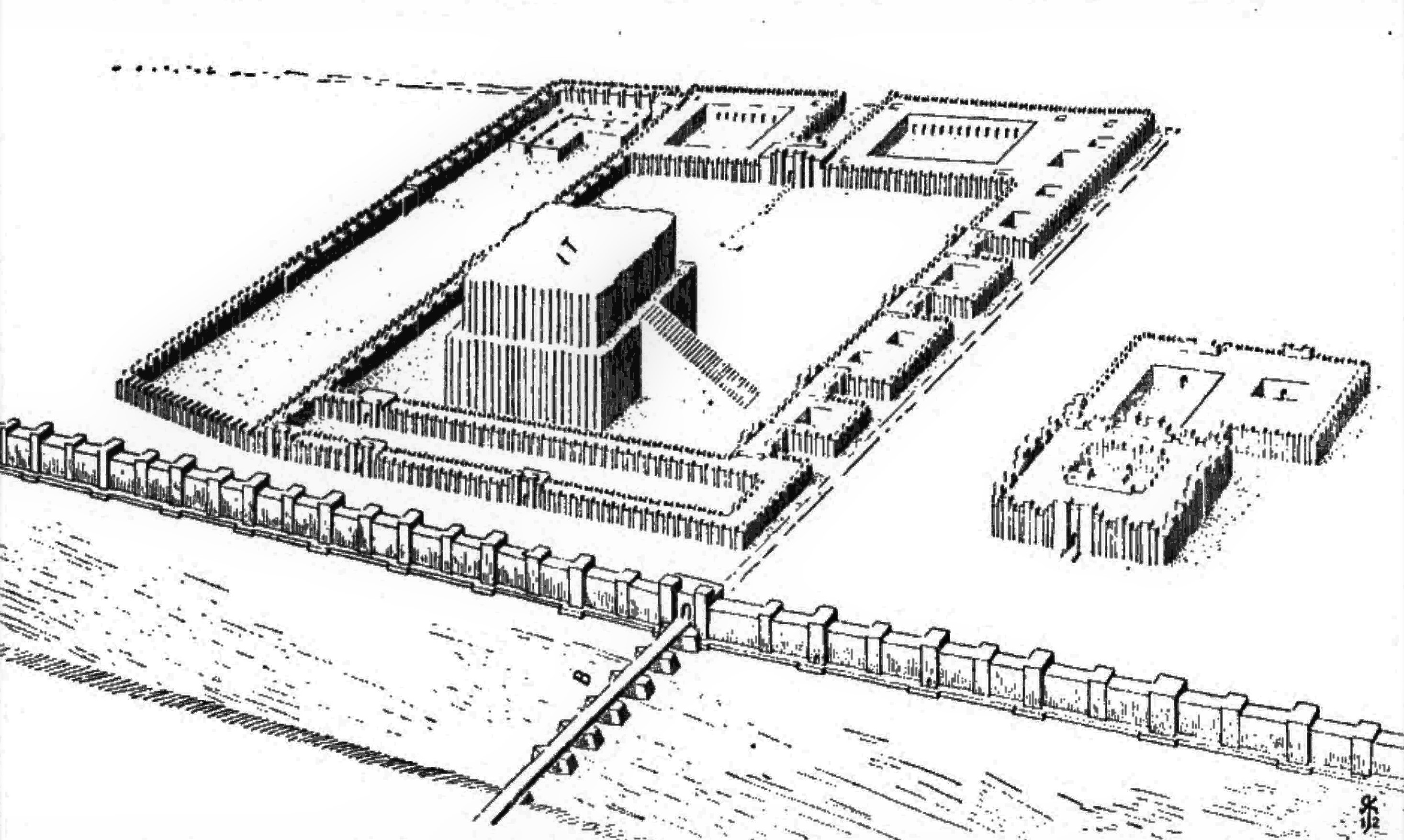
Ricostruzione del peribolo a Babilonia, compreso il tempio di Esagila, dove era conservata la statua di Marduk. Da The Excavations at Babylon (1914)

La statua di Marduk era la rappresentazione fisica di Marduk ospitata nel tempio principale di Babilonia, l'Esagila. Esistevano sette simulacri di Marduk a Babilonia: quattro nell'Esagila e nel complesso del tempio circostante; uno nell'Etemenanki, la ziqqurat dedicata a Marduk; e due nei templi dedicati ad altre divinità. La c.d. "statua di Marduk" era il principale simulacro del dio, occupante il posto d'onore nell'Esagila e usata nei rituali della città.
Questa statua principale di Marduk era soprannominata Asullḫi e realizzata con un tipo di legno chiamato mēsu. Anche la statua in legno intagliato sarebbe stata ricoperta di metalli preziosi, come oro e argento. Oltre a questo, la statua sarebbe stata dotata di abiti rituali, almeno in parte d'oro. Questa statua avrebbe occupato la stanza del culto di Marduk nell'Esagila, chiamata E-umuša. Tra le varie statue di Marduk, quella chiamata Asullḫi è l'unica esplicitamente menzionata in connessione con i principali rituali della città (sebbene la statua venga nominata raramente, spesso chiamata semplicemente "Marduk" o "Bēl"). Il nome Asullḫi secoli prima era stato associato a una divinità separata degli incantesimi successivamente fusa con Marduk.
Un'altra statua di Marduk, chiamata Asarre, era realizzata in pietra marḫušu (forse clorite o steatite) e si trovava in una cappella dedicata al dio Ninurta sul lato nord del cortile centrale dell'Esagila. Anche se questa cappella sarebbe stata dedicata a Ninurta, la statua di Marduk avrebbe occupato il punto centrale dell'attenzione e quindi sarebbe stata la figura principale. Questo potrebbe essere spiegato attraverso il fatto che il dio Ninurta venne visto semplicemente come un aspetto di Marduk: un antico visitatore del tempio potrebbe non essere stato sorpreso di trovare Marduk al posto di Ninurta. Altre statue ne includevano una fatta di un tipo di legno chiamato taskarinnu e collocata in una camera dedicata a Enki (il padre di Marduk) nel tempio di E-kar-zaginna, parte del complesso del tempio di Esagila ma non del tempio stesso; una statua di alabastro nel "tempio di E-namtila"; una statua di ematite nella "cappella di Ninurta nel tempio E-ḫursag-tilla"; e una statua di materiale sconosciuto in "E-gišḫur-ankia, il tempio di Bēlet-Ninua".

## Ruolo e importanza

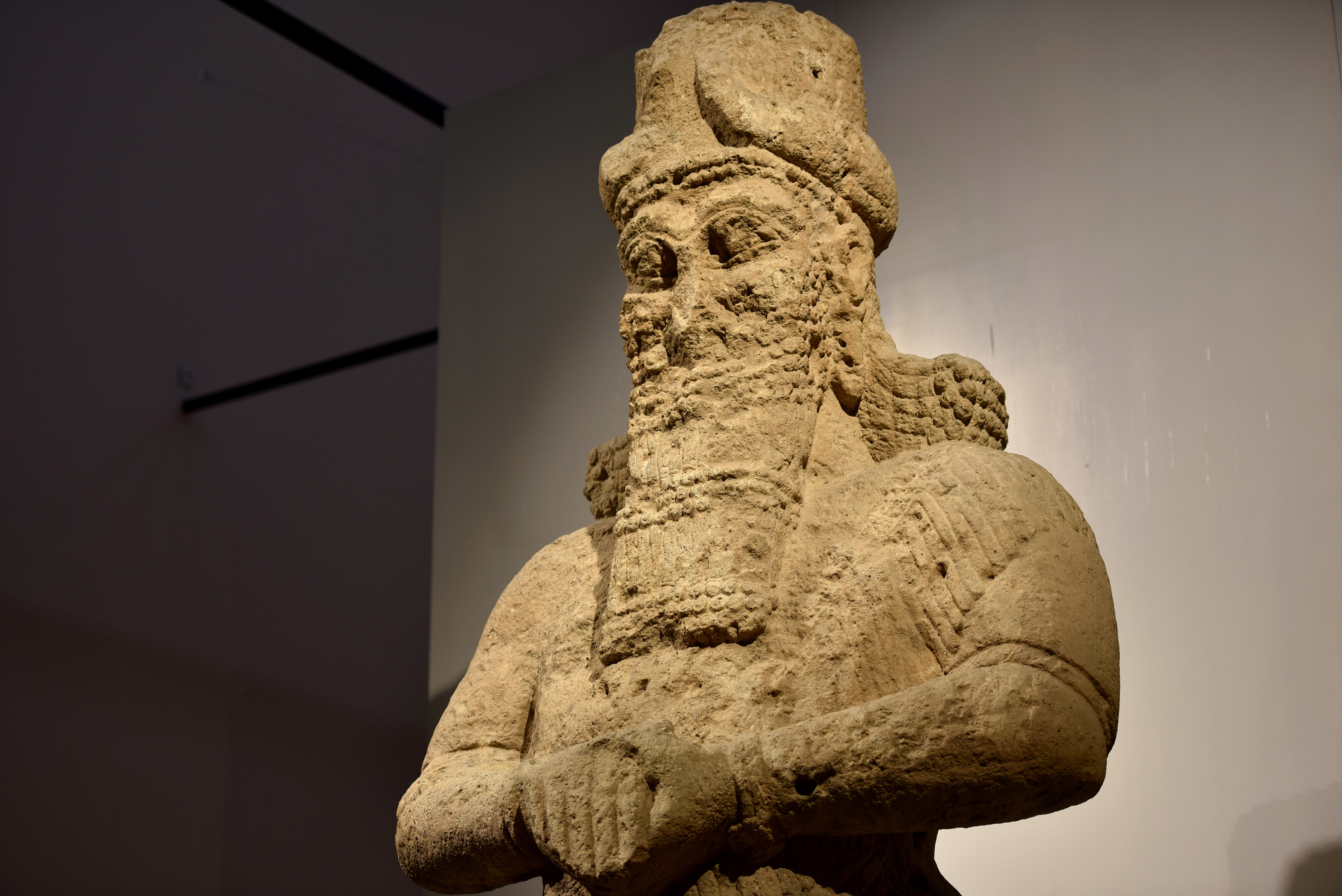
Primo piano di una colossale statua di pietra del dio Nabu (figlio di Marduk) recuperata dalla città Kalhu, un esempio di un'antica statua mesopotamica di una divinità sopravvissuta - Museo nazionale iracheno.

I babilonesi consideravano la Asullḫi come parte integrante del dio Marduk: la sua presenza nel tempio indicava la presenza fisica del dio nella città e non nei cieli. Marduk non era perciò visto come un'entità distante ma un amico e un protettore che viveva nelle vicinanze. Anche nelle altre città mesopotamiche le divinità poliadi erano intese che residenti nei loro templi per tramite dei simulacri. Durante l'importante festa del Capodanno Babilonese (c.d. "Akītu"), una celebrazione primaverile della durata di 13 giorni, la statua sfilava per la città, muovendo dal grande tempio ad un piccolo tempio prima extra-urbano ove "ristorarsi" con aria fresca.
La statua era tradizionalmente incorporata nei rituali d'incoronazione dei re babilonesi che ricevevano le loro corone "dalle mani" di Marduk durante l'Akītu, a simboleggiare la legittimazione divina del loro potere. Sia la legittimità del suo governo sia il ruolo di vassallo di Marduk sulla Terra erano riaffermati ogni Capodanno quando il re entrava solo nell'Esagila il quinto giorno dei festeggiamenti e incontrava il gran-sacerdote. Questi gli toglieva le insegne del potere, lo schiaffeggiava in faccia e lo faceva inginocchiare davanti alla statua di Marduk. Il re avrebbe quindi relazionato del suo regno alla statua (che non aveva oppresso il suo popolo e che aveva mantenuto l'ordine durante tutto l'anno) dopodiché il gran-sacerdote avrebbe risposto (a nome di Marduk) che il re poteva continuare a godere del sostegno divino per il suo governo e le insegne gli sarebbero state restituite. La relazione/confessione del monarca era la seguente:
(Deloucas, p. 51)
A causa del suo significato per la città, i nemici di Babilonia spesso usavano la statua come mezzo di guerra psicologica. Quando potenze straniere conquistarono o saccheggiarono Babilonia, la statua fu spesso trafugata: una prassi comune tra i mesopotamici per sminuire il potere dello sconfitto privandolo della sua origine divina. Tali eventi causarono grande angoscia ai babilonesi, poiché la rimozione della statua significava l'effettivo allontanamento della divinità poliade. Senza di essa, il Capodanno non poteva essere celebrato e le attività religiose erano difficili da svolgere. I babilonesi credevano che le partenze della statua dalla città fossero in qualche modo autoimposte, con la statua stessa che decideva di partire e sfruttava il furto ad opera degli stranieri come mero strumento. L'assenza del simulacro comportava confusione e difficoltà per i babilonesi, i quali credevano che le terre straniere beneficiassero della presenza in loco della loro statua.
Le statue delle divinità venivano talvolta distrutte dalle potenze nemiche, come una volta occorse al simulacro del dio del sole Shamash, poliade di Sippar. Fu distrutta dai Suteani durante il regno del re babilonese Simbar-shipak (circa 1026-1009 a.C.) Poiché queste statue avevano un enorme significato religioso, la statua di Shamash non poté essere sostituita per quasi due secoli, quando una replica dell'originale fu "divinamente rivelata" e re Nabu-apla-iddina (regno 887-855 a.C.) ordinò che la nuova statua fosse ufficializzata. Nel frattempo, Sippar aveva pregato il suo dio usando un disco solare come sostituto del simulacro. Sebbene fossero fusi in uno, si credeva che gli dèi in Mesopotamia fossero in grado di "abbandonare" le loro statue. In un testo religioso dell'VIII secolo a.C., il cattivo stato della statua di Marduk ispirò il dio Erra a suggerire che Marduk si allontanasse dalla statua e che Erra potesse governare al suo posto fino a quando i babilonesi non avessero finito di restaurare il simulacro.
Gli dèi potevano esistere in cielo e in terra contemporaneamente e la loro presenza terrena poteva essere ubique: es. Shamash e la dèa Ishtar (dèa del sesso, della guerra, della giustizia e del potere politico associata al pianeta Venere) si manifestavano in immagini di culto in molte città diverse ed erano ancora visti come presenti nei rispettivi corpi celesti. Sebbene le statue e altre immagini di culto potessero essere danneggiate, questo non significava che fosse stato fatto un danno effettivo agli dèi stessi.

## Storia

### I "Viaggi di Marduk"
La statua fu rubata per la prima volta dalla città quando il re Muršili I degli Ittiti saccheggiò Babilonia (c. 1595 a.C.). La guerra di Mursili contro Babilonia pose fine alla prima dinastia della città e ne lasciò l'impero in rovina. Sebbene Babilonia ricostruì il suo regno sotto la dinastia dei Cassiti, la Asullḫi trascorse secoli tra gli Ittiti, forse per essere restituita (c. 1344 a.C.) da re Šuppiluliuma I come gesto di buona volontà.
Il simulacro rimase quindi a Babilonia fino a quando il re assiro Tukulti-Ninurta I conquistò Babilonia nel 1225 a.C., quando saccheggiò la città e portò la statua nella capitale assira, Assur. Cosa sia successo esattamente in seguito non è chiaro ma il simulacro fu restituito e poi, per ragioni sconosciute, trasferito nella vicina città di Sippar ove restò sino a che Sippar fu distrutta (circa 1150 a.C.) dagli Elamiti di Shutruk-Nakhunte I che rubò la statua e la portò nella sua patria, Elam. La Asullḫi fu riconquistata dai babilonesi quando il loro re Nabucodonosor I (regno 1125–1104 a.C.) mosse guerra agli Elamiti. Il successo del ritorno della statua in città da parte di Nabucodonosor fu un evento monumentale e furono create diverse opere letterarie per commemorarlo, forse inclusa una prima versione del Enûma Eliš.
Il re neo-assiro Tiglatpileser III conquistò Babilonia nell'ottobre 729 a.C., dopo di che i monarchi neo-assiri si proclamarono re di Babilonia oltre ad essere già Re d'Assiria. Come vendetta dopo una serie di rivolte, il re neo-assiro Sennacherib saccheggiò e distrusse Babilonia nel 689 a.C. Sennacherib era stato visto come eretico dai babilonesi, poiché non aveva completato il tradizionale rituale di incoronazione (con la statua) quando si era proclamato re di Babilonia. Dopo la distruzione della città, Sennacherib ha rubato la statua ed è stata conservata nella città di Issete, nelle parti nord-orientali dell'Assiria. Quando Sennacherib fu assassinato dai suoi figli Arda-Mulissu e Sharezer (681 a.C.), i babilonesi lo videro come la punizione divina di Marduk. Il successore di Sennacherib, Esarhaddon, ricostruì Babilonia nel 670 a.C. e restaurò l'Esagila, aggiungendovi un piedistallo d'oro per la statua restituita. La Asullḫi fu restituita alla città durante l'incoronazione del successore di Esarhaddon come re babilonese, il figlio Shamash-shum-ukin, nella primavera del 668 a.C. È possibile che Sennacherib abbia effettivamente distrutto la statua originale e che la statua restituita a Babilonia nel 668 a.C. fosse una replica: alcune iscrizioni di Sennacherib alludono alla frantumazione delle statue degli dèi babilonesi, mentre altre affermano esplicitamente che la statua di Marduk fu portata in Assiria.
Il controllo assiro di Babilonia terminò con la rivolta vittoriosa di Nabopolassar nel 626 a.C., che stabilì l'Impero Neo-Babilonese. Figlio ed erede di Nabopolassar, Nabucodonosor II (regno 605–562 a.C.) allargò le strade di Babilonia in modo da facilitare la sfilata della statua per la città durante la festa di Capodanno. L'impero neo-babilonese si concluse con la conquista di Babilonia da parte di Ciro il Grande dell'Impero achemenide nel 539 a.C. Ciro ha mostrato rispetto per la città e la statua e le sue stesse iscrizioni che circondano la sua conquista della città affermano esplicitamente che Marduk era dalla sua parte nella guerra.
Sebbene la Asullḫi fosse spesso parte del bottino razziato a Babilonia, i conquistatori che l'asportavano avevano la tendenza a morire per mano dei propri familiari. Mursili I, Shutruk-Nakhunte, Tukulti-Ninurta I, Sennacherib e financo Serse I furono tutti uccisi dai membri delle loro stesse famiglie. Tali morti, come si può vedere in particolare nella reazione babilonese all'assassinio di Sennacherib, furono salutate dai babilonesi come punizione divina.

### Serse e Babilonia
Nel 484 a.C., durante il regno del re achemenide Serse I, Babilonia produsse due rivolte contro il dominio persiano, guidate da Bel-Shimanni e Shamash-Eriba. Prima di queste rivolte, Babilonia aveva occupato una posizione speciale all'interno dell'Impero achemenide, i cui sovrani erano nominati Re di Babilonia e Re delle Terre, percependo Babilonia come un'entità in qualche modo separata all'interno del loro impero, unita al proprio regno in un'unione personale. Serse gradualmente abbandonò il precedente titolo reale e divise la satrapia babilonese (che rappresentava la maggior parte del territorio dell'impero neo-babilonese) in sotto-unità più piccole.
Utilizzando testi scritti da autori classici, si presume spesso che Serse abbia messo in atto una brutale vendetta su Babilonia in seguito alle due rivolte. Secondo gli antichi scrittori, Serse distrusse le fortificazioni di Babilonia e danneggiò i templi della città. Si presume che l'Esagila sia stato esposto a gravi danni e Serse avrebbe portato la statua di Marduk lontano dalla città, forse portandola in Iran e fondendola (gli autori classici ritenevano che la statua fosse interamente d'oro, il che avrebbe reso possibile fonderlo). Lo storico Amélie Kuhrt ritiene improbabile che Serse abbia distrutto i templi ma crede probabile che il "mito" di questa distruzione possa derivare da un sentimento anti-persiano dei babilonesi. La storia di Serse che fonde la statua viene principalmente dallo storico greco Erodoto, che non è considerato del tutto affidabile ed è molto "anti-persiano". Joshua J. Mark crede che il racconto di Erodoto possa essere pura propaganda anti-persiana. Inoltre, è dubbio che la statua sia stata rimossa da Babilonia. Pierre Briant considerò la possibilità che Serse avesse rimosso una statua dalla città ma che fosse la statua d'oro d'un uomo e non la statua di Marduk. Sebbene manchino le menzioni della statua rispetto a periodi precedenti, i documenti contemporanei suggeriscono che il Capodanno babilonese continuò in qualche forma durante il periodo persiano. A causa del cambio di governo dagli stessi babilonesi ai persiani e dovuto alla sostituzione delle famiglie d'élite della città da parte di Serse in seguito alla rivolta, è possibile che i riti e gli eventi tradizionali del festival siano cambiati notevolmente. Anche se mancano le prove contemporanee della pena inflitta da Serse a Babilonia, autori successivi menzionano il danno che ha inflitto ai templi della città: es. sia lo storico romano Arriano sia il greco Diodoro Siculo riportano che Alessandro Magno restaurò alcuni templi della città che erano stati distrutti o danneggiati da Serse.

### Menzioni successive
Arriano e Diodoro Siculo non menzionano la statua di Marduk e ciò ha portato a supporre che la statua non si trovasse più nell'Esagila al tempo di Alessandro Magno. Tuttavia, la statua era ancora presente in modo dimostrabile nell'Esagila, poiché la sua corona fu restaurata proprio da Alessandro nel 325 a.C. La corona è descritta come cornuta, le corone con corna sono un antico modo mesopotamico per indicare la divinità, in conflitto con il modo in cui la corona della statua è raffigurata nelle antiche raffigurazioni babilonesi.
A causa dei suoi sforzi per rispettare le usanze religiose locali in Mesopotamia, lo storico americano Oliver D.Hoover ha ipotizzato nel 2011 che Seleuco I Nicatore (regno 305-281 a.C.), il primo sovrano seleucide, potrebbe aver ricevuto la tradizionale cerimonia d'incoronazione babilonese durante una Festa del Capodanno a Babilonia coinvolgente la statua. Nell'Esagila si fa riferimento a diversi governanti successivi che offrirono doni a Marduk: es. il figlio e successore di Seleuco I, Antioco I, sacrificò più volte al dio quand'era principe ereditario. Un riferimento posteriore arriva dal periodo della dominazione partica della Mesopotamia e menziano le libagioni al dio da parte del Characene Hyspaosines nel 127 a.C.
Non ci sono fonti note che menzionano la festa di Capodanno come un evento contemporaneo dal tempo dei Seleucidi in poi e una delle ultime volte in cui si sa che la tradizione è stata celebrata è il 188 aC. Durante la festa del 188 a.C., Antioco III, pronipote di Antioco I, partecipò in modo prominente e ricevette vari oggetti di valore, tra cui una corona d'oro e la veste reale di Nabucodonosor II, dal sommo sacerdote di Babilonia all'Esagila. La statua era un oggetto storico noto fino al tempo del dominio dei Parti oltre il tempo di Hyspaosines, da cui un testo rituale descrive il suo ruolo nella festa di Capodanno, incluso come l'Enûma Eliš veniva recitato di fronte ad essa e come gli antichi re di Babilonia dovevano essere schiaffeggiati ritualmente durante la festa.

### Fonti
- Erodoto, Storie.

### Studi
- Black J e Green A, Gods, Demons and Symbols of Ancient Mesopotamia: An Illustrated Dictionary, The British Museum Press, 1992, ISBN 978-0-7141-1705-8.
- Briant P, From Cyrus to Alexander: A History of the Persian Empire, Eisenbrauns, 2002, ISBN 978-1-57506-031-6.
- Brinkman JA, Sennacherib's Babylonian Problem: An Interpretation, in Journal of Cuneiform Studies, vol. 25, n. 2, 1973,  pp. 89-95, DOI:10.2307/1359421, JSTOR 1359421.
- Bryce T, The Kingdom of the Hittites, Oxford University Press, 2005, ISBN 978-0-19-928132-9.
- Clifford RJ, The Roots of Apocalypticism in Near Eastern Myth, in The Continuum History of Apocalypticism, Bloomsbury Publishing, McGinn B, 2003, ISBN 978-0-8264-1520-2.
- Cole SW e Machinist P, Letters From Priests to the Kings Esarhaddon and Assurbanipal (PDF), Helsinki University Press, 1998, ISBN 978-1-57506-329-4.
- Dalley S, Statues of Marduk and the date of Enūma eliš, in Altorientalische Forschungen, vol. 24, n. 1, 1997,  pp. 163-171, DOI:10.1524/aofo.1997.24.1.163.
- Dandamaev MA, A Political History of the Achaemenid Empire, BRILL, 1989, ISBN 978-90-04-09172-6.
- Dandamaev MA, Xerxes and the Esagila Temple in Babylon, in Bulletin of the Asia Institute, vol. 7, 1993,  pp. 41-45, JSTOR 24048423.
- Deloucas AAN, Balancing Power and Space: a Spatial Analysis of the Akītu Festival in Babylon after 626 BCE, in Research Master's Thesis for Classical and Ancient Civilizations (Assyriology), Universiteit Leiden, 2016.
- George AR, Marduk and the cult of the gods of Nippur at Babylon, in Orientalia (NOVA Series), vol. 66, n. 1, 1997,  pp. 65-70, JSTOR 43076310.
- Herring SL, Divine Substitution: Humanity as the Manifestation of Deity in the Hebrew Bible and the Ancient Near East, Vandenhoeck & Ruprecht, 2013, ISBN 978-3-525-53612-4.
- Oliver D. Hoover, Never Mind the Bullocks: Taurine Imagery as a Multicultural Expression of Royal and Divine Power Under Seleukos I Nikator, in Panagiotis P. (a cura di), More Than Men, Less Than Gods: Studies on Royal Cult and Imperial Worship, Peeters, 2011, ISBN 978-90-429-2470-3.
- Johns CHW, Shamash-shum-ukin., in Ancient Babylonia, Cambridge University Press, 1913,  p. 124.
- Paul Kosmin, Seeing Double in Seleucid Babylonia: Rereading the Borsippa Cylinder of Antiochus I, in Alfonso (a cura di), Patterns of the Past: Epitēdeumata in the Greek Tradition, Oxford University Press, 2014, ISBN 978-0-19-966888-5.
- Laing J e Frost W, Royal Events: Rituals, Innovations, Meanings, Routledge, 2017, ISBN 978-1-315-65208-5.
- Lipschits O, The Fall and Rise of Jerusalem: Judah under Babylonian Rule, Eisenbrauns, 2005, ISBN 978-1-57506-095-8.
- Leick G, The Babylonian World, Routledge, 2009, ISBN 978-0-415-49783-1.
- Luckenbill DD, Ancient Records of Assyria and Babylonia Volume 1: Historical Records of Assyria From the Earliest Times to Sargon, University of Chicago Press, 1926.
- Oppenheim AL, The Golden Garments of the Gods, in Journal of Near Eastern Studies, vol. 8, n. 3, 1949,  pp. 172-193, DOI:10.1086/370928, JSTOR 542839.
- Sancisi-Weerdenburg H, The Personality of Xerxes, King of Kings, in Brill's Companion to Herodotus, BRILL, 2002,  pp. 579–590, DOI:10.1163/9789004217584_026, ISBN 978-90-04-21758-4.
- Schaudig H, "Bēl Bows, Nabû Stoops!" the Prophecy of Isaiah XLVI 1-2 as a Reflection of Babylonian "Processional Omens", in Vetus Testamentum, vol. 58, n. 4/5, 2008,  pp. 557-572, DOI:10.1163/156853308X325281, JSTOR 20504432.
- Spek RJ : van der, The Theatre of Babylon in Cuneiform, in Veenhof Anniversary Volume: Studies Presented to Klaas R. Veenhof on the Occasion of His Sixty-fifth Birthday, 2001,  pp. 445-456.
- Steinkeller P, New Light on Marhaši and its Contacts with Makkan and Babylonia, in Aux Marges de l'Archéologie, 2012,  pp. 261-274.
- Waerzeggers C, The Babylonian Revolts Against Xerxes and the 'End of Archives', in Archiv für Orientforschung, vol. 50, 2004,  pp. 150-173, JSTOR 41668621.
- Waerzeggers C, Introduction: Debating Xerxes’ Rule in Babylonia (PDF), in Xerxes and Babylonia: The Cuneiform Evidence, Peeters Publishers, 2018, ISBN 978-90-429-3670-6.
- Walker C e Dick MB, The Induction of the Cult Image in Ancient Mesopotamia: The Mesopotamian mīs pî Ritual, in Born in Heaven, Made on Earth: The Making of the Cult Image in the Ancient Near East, Winona Lake, Indiana, Eisenbrauns, 1999, ISBN 978-1-57506-342-3.